# GMC Astro
Les Chevrolet Titan et GMC Astro sont des camions à cabine avancée fabriqués par la division GMC camions et autocars de General Motors.   